# Военный корабль

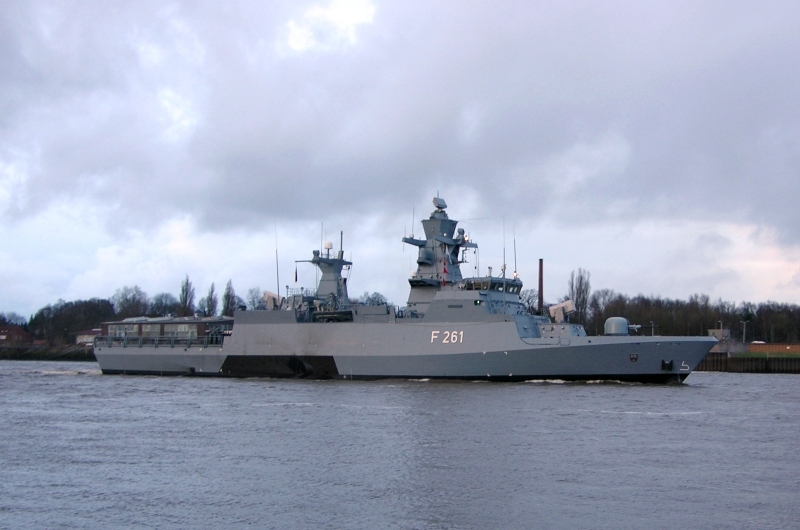
Magdeburg, германский корвет (2008)

Корабль, или военный корабль — судно, входящее в состав военно-морского флота, имеющее возможность выполнения боевых либо специальных задач. Корабль обладает вооружением и другой военной техникой, имеет экипаж, находящийся на военной службе и несёт военно-морской флаг, определяющий его государственную принадлежность. 
Для военно-морского флота корабли представляют собой его корабельный состав, их вооружение является основой боевых средств ВМФ. Подводные корабли (подводные лодки) и надводные относятся к разным родам сил. Конструкция современного корабля, как правило, предусматривает противоатомную защиту: обтекаемую форму надстроек, соответствующие палубные устройства, сквозные герметизируемые проходы по всей длине корпуса корабля, совмещение антенных устройств и так далее. Архитектура корабля выполняется с учётом обеспечения минимальной визуальной и радиоэлектронной заметности, уменьшения шумности корабля, его систем, устройств и механизмов. Корабль приводится в движение паротурбинными, паросиловыми, дизельными, электрическими, газотурбинными или комбинированными (дизель-электрическими, дизель-газотурбинными), а с 1950-х годов — ядерными энергетическими установками. В зависимости от предназначения при проектировании и постройке корабля учитываются: тип, количество, массогабаритные характеристики и размещение вооружения, энергетических установок, летательных аппаратов, технических устройств, боеприпасов, топлива, средств материально-технического обеспечения; требования к размещению и оборудованию командного пункта и боевых постов, служебных и бытовых помещений для личного состава и другим. Исходя из этого определяются главные размерения корабля и его водоизмещение. Корабль должен обладать высокими мореходными качествами (остойчивостью, ходкостью, управляемостью и другим) и живучестью для плавания в сложных условиях и эффективной борьбы с боевыми и аварийными повреждениями.

## Оснащение

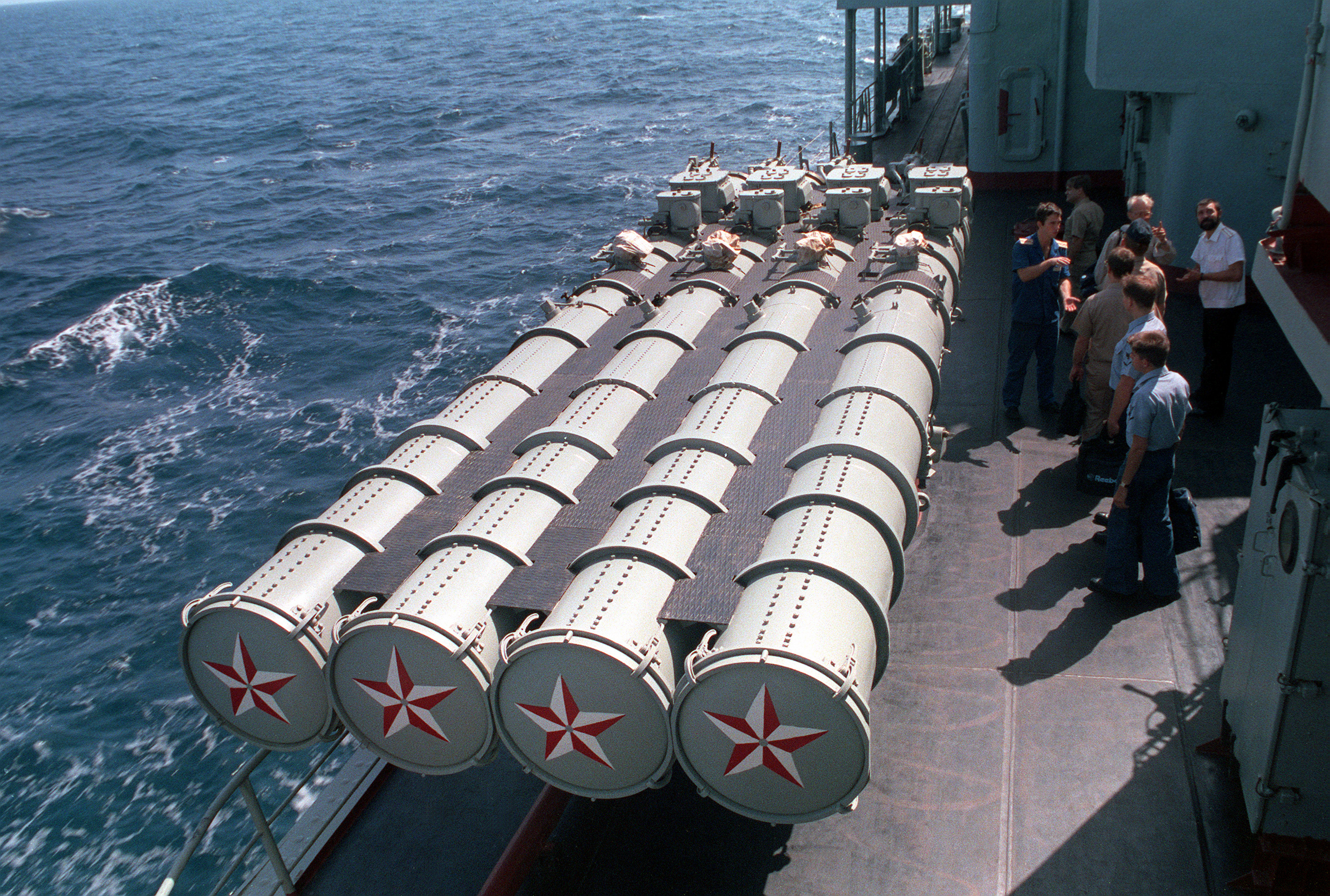
Четырёхтрубный торпедный аппарат

В зависимости от назначения, корабли оснащаются различными видами оружия — ракетными, торпедными, ракетно-торпедными, артиллерийскими (см. Корабельная артиллерия), противовоздушными, противоракетными и противолодочными комплексами, минным и противоминным оружием, средствами РЭБ, а также другими боевыми и техническими средствами. 

Некоторые из них несут на борту корабля самолёты (вертолёты). 
На боевом корабле, как правило, устанавливается несколько видов оружия, из которых один — главный, предназначенный для решения основных задач, а остальные — вспомогательные, для выполнения дополнительных задач и самообороны. 
Для управления оружием, обеспечения кораблевождения, безопасности плавания, связи, освещения надводной, подводной и воздушной обстановки корабли оснащаются различными радиоэлектронными и другими техническими средствами.

## Классификация
В зависимости от среды перемещения — корабли могут быть подводными или надводными. Большинство надводных кораблей являются водоизмещающими, у которых вес воды, вытесненной погружённой в воду частью, всегда равен весу судна. Кроме них, существуют корабли с динамическими принципами поддержания плавучести, например, глиссеры, корабли на подводных крыльях, на воздушной подушке, на воздушной каверне, экранопланы. По типу энергетической установки подразделяются на атомные и с обычной установкой. Все корабли по своему основному назначению подразделяются на боевые и специальные, по назначению, вооружению и водоизмещению — на классы, а внутри классов — на подклассы и типы (проекты).
Разные страны мира используют разные классификации кораблей, изменяющиеся в процессе развития военного флота, поэтому один и тот же корабль в разное время своего существования может относиться к разным классам и подклассам. В ВМФ РФ в зависимости от водоизмещения, вооружения и предназначения корабли разделяются на 4 ранга (1 ранг – высший).

### Боевые корабли
В начале XXI века Военно-морской флот Российской Федерации различал следующие основные классы боевых кораблей:

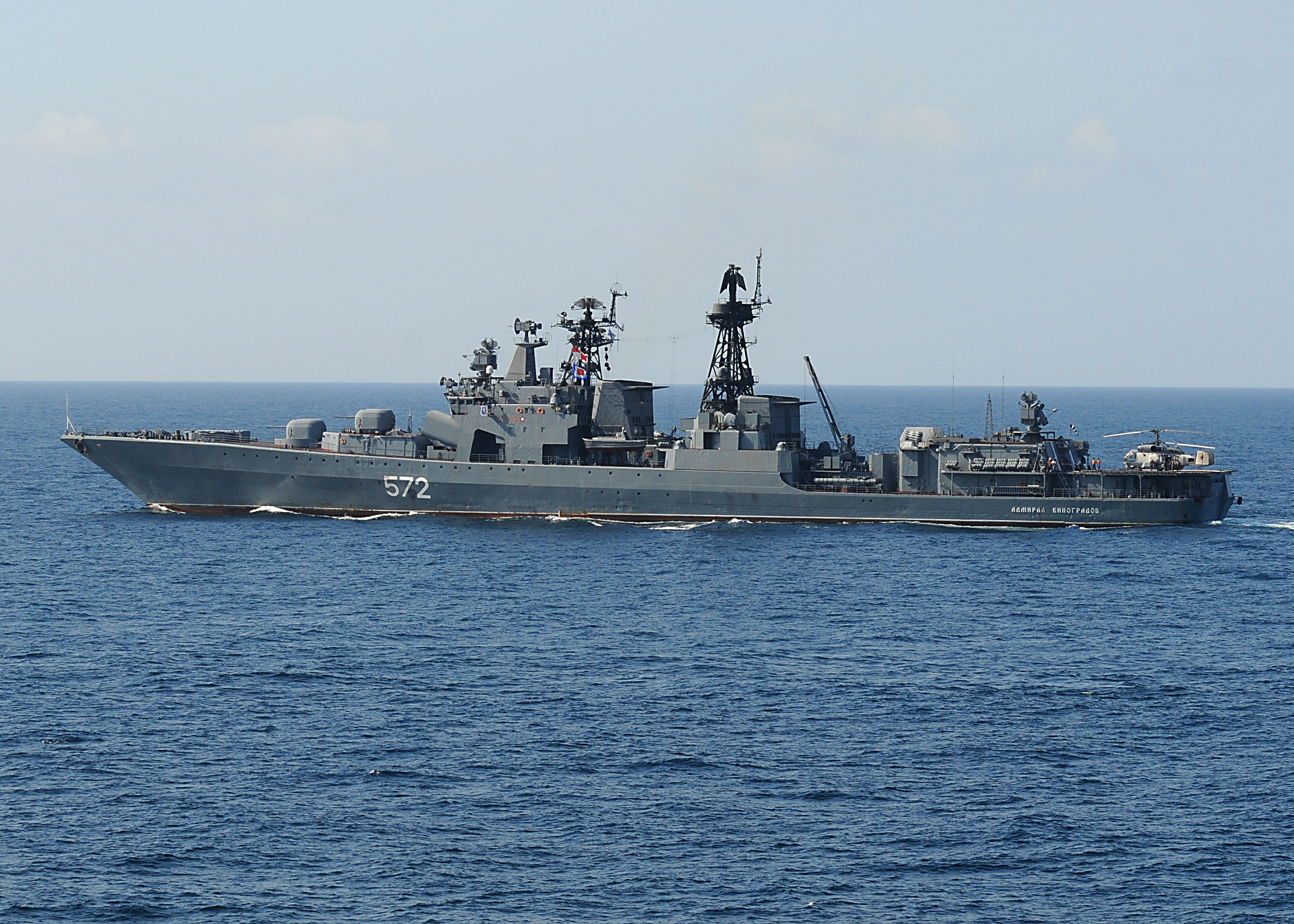
Большой противолодочный корабль «Адмирал Виноградов»

- подводные лодки,
- авианесущие корабли,
- противолодочные корабли,
- сторожевые корабли,
- малые противолодочные корабли,
- ракетно-артиллерийские корабли,
- ракетные крейсеры,
- малые ракетные корабли,
- минно-тральные корабли,
- десантные корабли.

### Корабли специального назначения

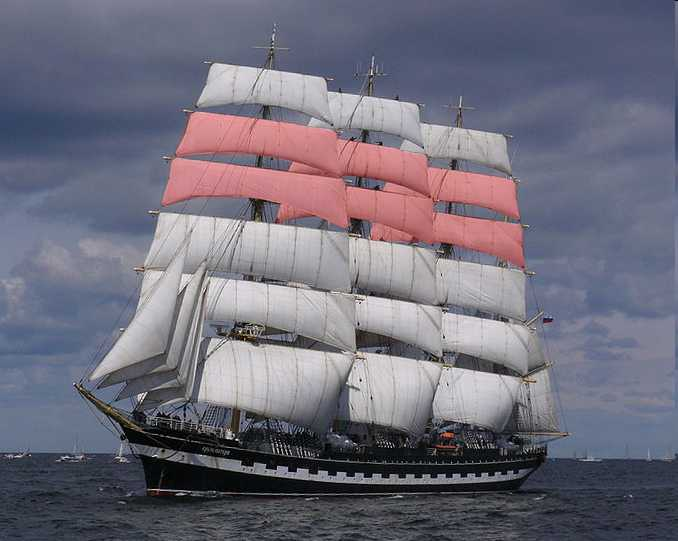
Российский барк «Крузенштерн» — бывший советский учебный корабль

Корабли специального назначения могут выполнять одну или несколько специальных задач. К ним относятся
- разведывательные
- освещения обстановки (воздушной, надводной, подводной)
- учебные
- корабли плавучего тыла и специального обеспечения, в том числе плавбазы для обеспечения подводных и надводных кораблей оружием, топливом, водой, продовольствием, электроэнергией, их экипажей отдыхом
- плавучие технические базы, в том числе для перезарядки корабельных атомных реакторов
- корабли измерительного комплекса

## История

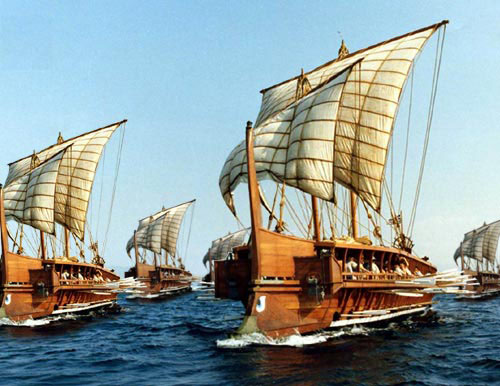
Греческие триеры

Корабли появились в эпоху рабовладельческого строя более 1200 лет до н.э. и прошли долгий исторический путь развития от гребных и парусных кораблей, движение которых осуществлялось с помощью вёсел и парусов, построенных в основном из дерева, имеющих на вооружении метательные машины, таран, луки и стрелы, с 15-16 веков корабельную артиллерию, до паровых броненосных кораблей  в 19-20 веках, построенных из железа, имеющих паровые машины и гребные винты для передвижения на море, вооружённых мощной корабельной арттиллерией различного калибра и назначения, торпедным и минным оружием. С развитием науки, техники и судостроения увеличивались размеры кораблей, появлялись различные их классы – от унирем, трирем, галер, бригов, корветов и др. к броненосцам, мониторам, дредноутам, эскадренным миноносцам, линейным кораблям, подводным лодкам, минным, торпедным и ракетным катерам. Появились дизельные и электрические установки, турбины. В начале 20 века стали строиться авианосцы, тральщики, а затем десантные корабли. С появлением в 20 веке ракетного и ядерного оружия, ЯЭУ, в связи с научно-технической революцией в военном деле корабли стали вооружаться ракетами различного назначения и дальности – баллистическими, противокорабельными, противолодочными и зенитными. Дальнейшее развитие получили минное и торпедное оружие, появились мины-ракеты и ракеты-торпеды. Во второй половине 20 века появились корабли с динамическими принципами поддержания на воде – на подводных крыльях, воздушной подушке, воздушной каверне, экранопланы.
Развитие кораблей идёт по пути универсализации, многофункциональности, оснащения высокоточным оружием, эффективными средствами навигации, связи и управления, радиоэлектронными комплексами различного назначения, средствами наблюдения за надводной, подводной и воздушной обстановкой, комплексного автоматизированного использования средств поражения противника, повышения боевой устойчивости и живучести.